# Charles de Kerchove de Denterghem
Charles de Kerchove de Denterghem (* 1911; † 1983) war ein belgischer Diplomat.

## Leben
Charles Kerchove de Denterghem war Mitglied der Blumenzüchter-Familie De Kerchove de Denterghem. Er war der Sohn von André de Kerchove de Denterghem, der Enkel von Oswald de Kerchove de Denterghem und der Urenkel von Viktor Charles de Kerchove de Denterghem. Er heiratete Anne-Marie Engels (* 24. Juli 1922). Ihr Sohn ist Renaud de Kerchove de Denterghem (* 30. Juli 1948).
1955 war Charles Kerchove de Denterghem unter Hervé de Gruben Botschaftsrat an der belgischen Botschaft in Köln.
Vom 2. April 1962 bis 31. Mai 1966 war Charles Kerchove de Denterghem belgischer Botschafter in Kinshasa in der Republik Kongo. In seiner Amtszeit fanden im November 1964 die Operationen Dragon Rouge und Dragon Noir gegen die maoistische Volksrepublik Kongo statt. Der so an die Macht gekommene Mobutu Sese Seko ließ 1965 Léopoldville in Kinshasa umbenennen.
1966 ließ Kerchove de Denterghem die Kellergewölbe von Kasteel van Beervelde im Parc de Beervelde in Lochristi von Roger Raveel, Raoul De Keyser, Etienne Elias und Reinier Lucassen gestalten. 1973 wurde er belgischer Botschafter in Frankreich.

## Veröffentlichungen
- L'industrie belge pendant l'occupation allemande, 1914-1918, Carnegie Endowment for International Peace (Washington, City of). - Division of Economics and History Paris, Les Presses universitaires de France
- Le Livre des Orchidées - Gent, Paris, 1974